# Leonid Kubbel
Leonid Ivanovitch Kubbel (en russe : Леонид Иванович Куббель ; né le 6 janvier 1892 et mort le 18 avril 1942 à Léningrad) est un compositeur d'études d'échecs soviétique.

## Biographie
Leonid, ingénieur chimiste, était le cadet des frères Kubbel. Son aîné, Arvid Kubbel est l'auteur de 500 compositions (essentiellement des mats en 3 coups) se rattachant à l’École tchèque. Son frère benjamin, Eugène Kubbel, a publié 150 études, pour l'essentiel des mats en 2 coups. Comme Leonid, il est mort de disette au cours du siège de Léningrad (1942), et leurs corps ont été jetés dans un charnier. L'aîné, Arvid, avait été arrêté le 21 novembre 1937 et fusillé le 11 janvier 1938, avant d'être réhabilité sous Khrouchtchev avec la détente.

## Une étude de Leonid Kubbel
| Leonid Kubbel · Schckvärlden, 1935 \| \| a \| b \| c \| d \| e \| f \| g \| h \| \| \| 8 \| Fou blanc sur case noire f8 · Fou noir sur case blanche g8 · Roi noir sur case noire h8 · Dame noire sur case noire a7 · Pion noir sur case noire a5 · Roi blanc sur case noire a3 · Pion blanc sur case noire f2 · Dame blanche sur case noire g1 \| Fou blanc sur case noire f8 · Fou noir sur case blanche g8 · Roi noir sur case noire h8 · Dame noire sur case noire a7 · Pion noir sur case noire a5 · Roi blanc sur case noire a3 · Pion blanc sur case noire f2 · Dame blanche sur case noire g1 \| Fou blanc sur case noire f8 · Fou noir sur case blanche g8 · Roi noir sur case noire h8 · Dame noire sur case noire a7 · Pion noir sur case noire a5 · Roi blanc sur case noire a3 · Pion blanc sur case noire f2 · Dame blanche sur case noire g1 \| Fou blanc sur case noire f8 · Fou noir sur case blanche g8 · Roi noir sur case noire h8 · Dame noire sur case noire a7 · Pion noir sur case noire a5 · Roi blanc sur case noire a3 · Pion blanc sur case noire f2 · Dame blanche sur case noire g1 \| Fou blanc sur case noire f8 · Fou noir sur case blanche g8 · Roi noir sur case noire h8 · Dame noire sur case noire a7 · Pion noir sur case noire a5 · Roi blanc sur case noire a3 · Pion blanc sur case noire f2 · Dame blanche sur case noire g1 \| Fou blanc sur case noire f8 · Fou noir sur case blanche g8 · Roi noir sur case noire h8 · Dame noire sur case noire a7 · Pion noir sur case noire a5 · Roi blanc sur case noire a3 · Pion blanc sur case noire f2 · Dame blanche sur case noire g1 \| Fou blanc sur case noire f8 · Fou noir sur case blanche g8 · Roi noir sur case noire h8 · Dame noire sur case noire a7 · Pion noir sur case noire a5 · Roi blanc sur case noire a3 · Pion blanc sur case noire f2 · Dame blanche sur case noire g1 \| Fou blanc sur case noire f8 · Fou noir sur case blanche g8 · Roi noir sur case noire h8 · Dame noire sur case noire a7 · Pion noir sur case noire a5 · Roi blanc sur case noire a3 · Pion blanc sur case noire f2 · Dame blanche sur case noire g1 \| 8 \| \| 7 \| Fou blanc sur case noire f8 · Fou noir sur case blanche g8 · Roi noir sur case noire h8 · Dame noire sur case noire a7 · Pion noir sur case noire a5 · Roi blanc sur case noire a3 · Pion blanc sur case noire f2 · Dame blanche sur case noire g1 \| Fou blanc sur case noire f8 · Fou noir sur case blanche g8 · Roi noir sur case noire h8 · Dame noire sur case noire a7 · Pion noir sur case noire a5 · Roi blanc sur case noire a3 · Pion blanc sur case noire f2 · Dame blanche sur case noire g1 \| Fou blanc sur case noire f8 · Fou noir sur case blanche g8 · Roi noir sur case noire h8 · Dame noire sur case noire a7 · Pion noir sur case noire a5 · Roi blanc sur case noire a3 · Pion blanc sur case noire f2 · Dame blanche sur case noire g1 \| Fou blanc sur case noire f8 · Fou noir sur case blanche g8 · Roi noir sur case noire h8 · Dame noire sur case noire a7 · Pion noir sur case noire a5 · Roi blanc sur case noire a3 · Pion blanc sur case noire f2 · Dame blanche sur case noire g1 \| Fou blanc sur case noire f8 · Fou noir sur case blanche g8 · Roi noir sur case noire h8 · Dame noire sur case noire a7 · Pion noir sur case noire a5 · Roi blanc sur case noire a3 · Pion blanc sur case noire f2 · Dame blanche sur case noire g1 \| Fou blanc sur case noire f8 · Fou noir sur case blanche g8 · Roi noir sur case noire h8 · Dame noire sur case noire a7 · Pion noir sur case noire a5 · Roi blanc sur case noire a3 · Pion blanc sur case noire f2 · Dame blanche sur case noire g1 \| Fou blanc sur case noire f8 · Fou noir sur case blanche g8 · Roi noir sur case noire h8 · Dame noire sur case noire a7 · Pion noir sur case noire a5 · Roi blanc sur case noire a3 · Pion blanc sur case noire f2 · Dame blanche sur case noire g1 \| Fou blanc sur case noire f8 · Fou noir sur case blanche g8 · Roi noir sur case noire h8 · Dame noire sur case noire a7 · Pion noir sur case noire a5 · Roi blanc sur case noire a3 · Pion blanc sur case noire f2 · Dame blanche sur case noire g1 \| 7 \| \| 6 \| Fou blanc sur case noire f8 · Fou noir sur case blanche g8 · Roi noir sur case noire h8 · Dame noire sur case noire a7 · Pion noir sur case noire a5 · Roi blanc sur case noire a3 · Pion blanc sur case noire f2 · Dame blanche sur case noire g1 \| Fou blanc sur case noire f8 · Fou noir sur case blanche g8 · Roi noir sur case noire h8 · Dame noire sur case noire a7 · Pion noir sur case noire a5 · Roi blanc sur case noire a3 · Pion blanc sur case noire f2 · Dame blanche sur case noire g1 \| Fou blanc sur case noire f8 · Fou noir sur case blanche g8 · Roi noir sur case noire h8 · Dame noire sur case noire a7 · Pion noir sur case noire a5 · Roi blanc sur case noire a3 · Pion blanc sur case noire f2 · Dame blanche sur case noire g1 \| Fou blanc sur case noire f8 · Fou noir sur case blanche g8 · Roi noir sur case noire h8 · Dame noire sur case noire a7 · Pion noir sur case noire a5 · Roi blanc sur case noire a3 · Pion blanc sur case noire f2 · Dame blanche sur case noire g1 \| Fou blanc sur case noire f8 · Fou noir sur case blanche g8 · Roi noir sur case noire h8 · Dame noire sur case noire a7 · Pion noir sur case noire a5 · Roi blanc sur case noire a3 · Pion blanc sur case noire f2 · Dame blanche sur case noire g1 \| Fou blanc sur case noire f8 · Fou noir sur case blanche g8 · Roi noir sur case noire h8 · Dame noire sur case noire a7 · Pion noir sur case noire a5 · Roi blanc sur case noire a3 · Pion blanc sur case noire f2 · Dame blanche sur case noire g1 \| Fou blanc sur case noire f8 · Fou noir sur case blanche g8 · Roi noir sur case noire h8 · Dame noire sur case noire a7 · Pion noir sur case noire a5 · Roi blanc sur case noire a3 · Pion blanc sur case noire f2 · Dame blanche sur case noire g1 \| Fou blanc sur case noire f8 · Fou noir sur case blanche g8 · Roi noir sur case noire h8 · Dame noire sur case noire a7 · Pion noir sur case noire a5 · Roi blanc sur case noire a3 · Pion blanc sur case noire f2 · Dame blanche sur case noire g1 \| 6 \| \| 5 \| Fou blanc sur case noire f8 · Fou noir sur case blanche g8 · Roi noir sur case noire h8 · Dame noire sur case noire a7 · Pion noir sur case noire a5 · Roi blanc sur case noire a3 · Pion blanc sur case noire f2 · Dame blanche sur case noire g1 \| Fou blanc sur case noire f8 · Fou noir sur case blanche g8 · Roi noir sur case noire h8 · Dame noire sur case noire a7 · Pion noir sur case noire a5 · Roi blanc sur case noire a3 · Pion blanc sur case noire f2 · Dame blanche sur case noire g1 \| Fou blanc sur case noire f8 · Fou noir sur case blanche g8 · Roi noir sur case noire h8 · Dame noire sur case noire a7 · Pion noir sur case noire a5 · Roi blanc sur case noire a3 · Pion blanc sur case noire f2 · Dame blanche sur case noire g1 \| Fou blanc sur case noire f8 · Fou noir sur case blanche g8 · Roi noir sur case noire h8 · Dame noire sur case noire a7 · Pion noir sur case noire a5 · Roi blanc sur case noire a3 · Pion blanc sur case noire f2 · Dame blanche sur case noire g1 \| Fou blanc sur case noire f8 · Fou noir sur case blanche g8 · Roi noir sur case noire h8 · Dame noire sur case noire a7 · Pion noir sur case noire a5 · Roi blanc sur case noire a3 · Pion blanc sur case noire f2 · Dame blanche sur case noire g1 \| Fou blanc sur case noire f8 · Fou noir sur case blanche g8 · Roi noir sur case noire h8 · Dame noire sur case noire a7 · Pion noir sur case noire a5 · Roi blanc sur case noire a3 · Pion blanc sur case noire f2 · Dame blanche sur case noire g1 \| Fou blanc sur case noire f8 · Fou noir sur case blanche g8 · Roi noir sur case noire h8 · Dame noire sur case noire a7 · Pion noir sur case noire a5 · Roi blanc sur case noire a3 · Pion blanc sur case noire f2 · Dame blanche sur case noire g1 \| Fou blanc sur case noire f8 · Fou noir sur case blanche g8 · Roi noir sur case noire h8 · Dame noire sur case noire a7 · Pion noir sur case noire a5 · Roi blanc sur case noire a3 · Pion blanc sur case noire f2 · Dame blanche sur case noire g1 \| 5 \| \| 4 \| Fou blanc sur case noire f8 · Fou noir sur case blanche g8 · Roi noir sur case noire h8 · Dame noire sur case noire a7 · Pion noir sur case noire a5 · Roi blanc sur case noire a3 · Pion blanc sur case noire f2 · Dame blanche sur case noire g1 \| Fou blanc sur case noire f8 · Fou noir sur case blanche g8 · Roi noir sur case noire h8 · Dame noire sur case noire a7 · Pion noir sur case noire a5 · Roi blanc sur case noire a3 · Pion blanc sur case noire f2 · Dame blanche sur case noire g1 \| Fou blanc sur case noire f8 · Fou noir sur case blanche g8 · Roi noir sur case noire h8 · Dame noire sur case noire a7 · Pion noir sur case noire a5 · Roi blanc sur case noire a3 · Pion blanc sur case noire f2 · Dame blanche sur case noire g1 \| Fou blanc sur case noire f8 · Fou noir sur case blanche g8 · Roi noir sur case noire h8 · Dame noire sur case noire a7 · Pion noir sur case noire a5 · Roi blanc sur case noire a3 · Pion blanc sur case noire f2 · Dame blanche sur case noire g1 \| Fou blanc sur case noire f8 · Fou noir sur case blanche g8 · Roi noir sur case noire h8 · Dame noire sur case noire a7 · Pion noir sur case noire a5 · Roi blanc sur case noire a3 · Pion blanc sur case noire f2 · Dame blanche sur case noire g1 \| Fou blanc sur case noire f8 · Fou noir sur case blanche g8 · Roi noir sur case noire h8 · Dame noire sur case noire a7 · Pion noir sur case noire a5 · Roi blanc sur case noire a3 · Pion blanc sur case noire f2 · Dame blanche sur case noire g1 \| Fou blanc sur case noire f8 · Fou noir sur case blanche g8 · Roi noir sur case noire h8 · Dame noire sur case noire a7 · Pion noir sur case noire a5 · Roi blanc sur case noire a3 · Pion blanc sur case noire f2 · Dame blanche sur case noire g1 \| Fou blanc sur case noire f8 · Fou noir sur case blanche g8 · Roi noir sur case noire h8 · Dame noire sur case noire a7 · Pion noir sur case noire a5 · Roi blanc sur case noire a3 · Pion blanc sur case noire f2 · Dame blanche sur case noire g1 \| 4 \| \| 3 \| Fou blanc sur case noire f8 · Fou noir sur case blanche g8 · Roi noir sur case noire h8 · Dame noire sur case noire a7 · Pion noir sur case noire a5 · Roi blanc sur case noire a3 · Pion blanc sur case noire f2 · Dame blanche sur case noire g1 \| Fou blanc sur case noire f8 · Fou noir sur case blanche g8 · Roi noir sur case noire h8 · Dame noire sur case noire a7 · Pion noir sur case noire a5 · Roi blanc sur case noire a3 · Pion blanc sur case noire f2 · Dame blanche sur case noire g1 \| Fou blanc sur case noire f8 · Fou noir sur case blanche g8 · Roi noir sur case noire h8 · Dame noire sur case noire a7 · Pion noir sur case noire a5 · Roi blanc sur case noire a3 · Pion blanc sur case noire f2 · Dame blanche sur case noire g1 \| Fou blanc sur case noire f8 · Fou noir sur case blanche g8 · Roi noir sur case noire h8 · Dame noire sur case noire a7 · Pion noir sur case noire a5 · Roi blanc sur case noire a3 · Pion blanc sur case noire f2 · Dame blanche sur case noire g1 \| Fou blanc sur case noire f8 · Fou noir sur case blanche g8 · Roi noir sur case noire h8 · Dame noire sur case noire a7 · Pion noir sur case noire a5 · Roi blanc sur case noire a3 · Pion blanc sur case noire f2 · Dame blanche sur case noire g1 \| Fou blanc sur case noire f8 · Fou noir sur case blanche g8 · Roi noir sur case noire h8 · Dame noire sur case noire a7 · Pion noir sur case noire a5 · Roi blanc sur case noire a3 · Pion blanc sur case noire f2 · Dame blanche sur case noire g1 \| Fou blanc sur case noire f8 · Fou noir sur case blanche g8 · Roi noir sur case noire h8 · Dame noire sur case noire a7 · Pion noir sur case noire a5 · Roi blanc sur case noire a3 · Pion blanc sur case noire f2 · Dame blanche sur case noire g1 \| Fou blanc sur case noire f8 · Fou noir sur case blanche g8 · Roi noir sur case noire h8 · Dame noire sur case noire a7 · Pion noir sur case noire a5 · Roi blanc sur case noire a3 · Pion blanc sur case noire f2 · Dame blanche sur case noire g1 \| 3 \| \| 2 \| Fou blanc sur case noire f8 · Fou noir sur case blanche g8 · Roi noir sur case noire h8 · Dame noire sur case noire a7 · Pion noir sur case noire a5 · Roi blanc sur case noire a3 · Pion blanc sur case noire f2 · Dame blanche sur case noire g1 \| Fou blanc sur case noire f8 · Fou noir sur case blanche g8 · Roi noir sur case noire h8 · Dame noire sur case noire a7 · Pion noir sur case noire a5 · Roi blanc sur case noire a3 · Pion blanc sur case noire f2 · Dame blanche sur case noire g1 \| Fou blanc sur case noire f8 · Fou noir sur case blanche g8 · Roi noir sur case noire h8 · Dame noire sur case noire a7 · Pion noir sur case noire a5 · Roi blanc sur case noire a3 · Pion blanc sur case noire f2 · Dame blanche sur case noire g1 \| Fou blanc sur case noire f8 · Fou noir sur case blanche g8 · Roi noir sur case noire h8 · Dame noire sur case noire a7 · Pion noir sur case noire a5 · Roi blanc sur case noire a3 · Pion blanc sur case noire f2 · Dame blanche sur case noire g1 \| Fou blanc sur case noire f8 · Fou noir sur case blanche g8 · Roi noir sur case noire h8 · Dame noire sur case noire a7 · Pion noir sur case noire a5 · Roi blanc sur case noire a3 · Pion blanc sur case noire f2 · Dame blanche sur case noire g1 \| Fou blanc sur case noire f8 · Fou noir sur case blanche g8 · Roi noir sur case noire h8 · Dame noire sur case noire a7 · Pion noir sur case noire a5 · Roi blanc sur case noire a3 · Pion blanc sur case noire f2 · Dame blanche sur case noire g1 \| Fou blanc sur case noire f8 · Fou noir sur case blanche g8 · Roi noir sur case noire h8 · Dame noire sur case noire a7 · Pion noir sur case noire a5 · Roi blanc sur case noire a3 · Pion blanc sur case noire f2 · Dame blanche sur case noire g1 \| Fou blanc sur case noire f8 · Fou noir sur case blanche g8 · Roi noir sur case noire h8 · Dame noire sur case noire a7 · Pion noir sur case noire a5 · Roi blanc sur case noire a3 · Pion blanc sur case noire f2 · Dame blanche sur case noire g1 \| 2 \| \| 1 \| Fou blanc sur case noire f8 · Fou noir sur case blanche g8 · Roi noir sur case noire h8 · Dame noire sur case noire a7 · Pion noir sur case noire a5 · Roi blanc sur case noire a3 · Pion blanc sur case noire f2 · Dame blanche sur case noire g1 \| Fou blanc sur case noire f8 · Fou noir sur case blanche g8 · Roi noir sur case noire h8 · Dame noire sur case noire a7 · Pion noir sur case noire a5 · Roi blanc sur case noire a3 · Pion blanc sur case noire f2 · Dame blanche sur case noire g1 \| Fou blanc sur case noire f8 · Fou noir sur case blanche g8 · Roi noir sur case noire h8 · Dame noire sur case noire a7 · Pion noir sur case noire a5 · Roi blanc sur case noire a3 · Pion blanc sur case noire f2 · Dame blanche sur case noire g1 \| Fou blanc sur case noire f8 · Fou noir sur case blanche g8 · Roi noir sur case noire h8 · Dame noire sur case noire a7 · Pion noir sur case noire a5 · Roi blanc sur case noire a3 · Pion blanc sur case noire f2 · Dame blanche sur case noire g1 \| Fou blanc sur case noire f8 · Fou noir sur case blanche g8 · Roi noir sur case noire h8 · Dame noire sur case noire a7 · Pion noir sur case noire a5 · Roi blanc sur case noire a3 · Pion blanc sur case noire f2 · Dame blanche sur case noire g1 \| Fou blanc sur case noire f8 · Fou noir sur case blanche g8 · Roi noir sur case noire h8 · Dame noire sur case noire a7 · Pion noir sur case noire a5 · Roi blanc sur case noire a3 · Pion blanc sur case noire f2 · Dame blanche sur case noire g1 \| Fou blanc sur case noire f8 · Fou noir sur case blanche g8 · Roi noir sur case noire h8 · Dame noire sur case noire a7 · Pion noir sur case noire a5 · Roi blanc sur case noire a3 · Pion blanc sur case noire f2 · Dame blanche sur case noire g1 \| Fou blanc sur case noire f8 · Fou noir sur case blanche g8 · Roi noir sur case noire h8 · Dame noire sur case noire a7 · Pion noir sur case noire a5 · Roi blanc sur case noire a3 · Pion blanc sur case noire f2 · Dame blanche sur case noire g1 \| 1 \| \| \| a \| b \| c \| d \| e \| f \| g \| h \| \| Les Blancs jouent et gagnent | Solution 1. Da1+ Rh7 2. Db1+ Rh8 3. Db2+ Rh7 4. Dc2+ Rh8 5. Dc3+ Rh7 6. Dd3+ Rh8 7. Dh3+! Fh7 8. Dc3+ Rg8 9. Dc8!! Df7 10. Fh6+ suivi du mat ou : 9. ... Rf7 10. Fc5 capture la Dame                                                               | | | | | | | |   |
| | a | b | c | d | e | f | g | h |   |
| 8 | Fou blanc sur case noire f8 · Fou noir sur case blanche g8 · Roi noir sur case noire h8 · Dame noire sur case noire a7 · Pion noir sur case noire a5 · Roi blanc sur case noire a3 · Pion blanc sur case noire f2 · Dame blanche sur case noire g1 | Fou blanc sur case noire f8 · Fou noir sur case blanche g8 · Roi noir sur case noire h8 · Dame noire sur case noire a7 · Pion noir sur case noire a5 · Roi blanc sur case noire a3 · Pion blanc sur case noire f2 · Dame blanche sur case noire g1 | Fou blanc sur case noire f8 · Fou noir sur case blanche g8 · Roi noir sur case noire h8 · Dame noire sur case noire a7 · Pion noir sur case noire a5 · Roi blanc sur case noire a3 · Pion blanc sur case noire f2 · Dame blanche sur case noire g1 | Fou blanc sur case noire f8 · Fou noir sur case blanche g8 · Roi noir sur case noire h8 · Dame noire sur case noire a7 · Pion noir sur case noire a5 · Roi blanc sur case noire a3 · Pion blanc sur case noire f2 · Dame blanche sur case noire g1 | Fou blanc sur case noire f8 · Fou noir sur case blanche g8 · Roi noir sur case noire h8 · Dame noire sur case noire a7 · Pion noir sur case noire a5 · Roi blanc sur case noire a3 · Pion blanc sur case noire f2 · Dame blanche sur case noire g1 | Fou blanc sur case noire f8 · Fou noir sur case blanche g8 · Roi noir sur case noire h8 · Dame noire sur case noire a7 · Pion noir sur case noire a5 · Roi blanc sur case noire a3 · Pion blanc sur case noire f2 · Dame blanche sur case noire g1 | Fou blanc sur case noire f8 · Fou noir sur case blanche g8 · Roi noir sur case noire h8 · Dame noire sur case noire a7 · Pion noir sur case noire a5 · Roi blanc sur case noire a3 · Pion blanc sur case noire f2 · Dame blanche sur case noire g1 | Fou blanc sur case noire f8 · Fou noir sur case blanche g8 · Roi noir sur case noire h8 · Dame noire sur case noire a7 · Pion noir sur case noire a5 · Roi blanc sur case noire a3 · Pion blanc sur case noire f2 · Dame blanche sur case noire g1 | 8 |
| 7 | Fou blanc sur case noire f8 · Fou noir sur case blanche g8 · Roi noir sur case noire h8 · Dame noire sur case noire a7 · Pion noir sur case noire a5 · Roi blanc sur case noire a3 · Pion blanc sur case noire f2 · Dame blanche sur case noire g1 | Fou blanc sur case noire f8 · Fou noir sur case blanche g8 · Roi noir sur case noire h8 · Dame noire sur case noire a7 · Pion noir sur case noire a5 · Roi blanc sur case noire a3 · Pion blanc sur case noire f2 · Dame blanche sur case noire g1 | Fou blanc sur case noire f8 · Fou noir sur case blanche g8 · Roi noir sur case noire h8 · Dame noire sur case noire a7 · Pion noir sur case noire a5 · Roi blanc sur case noire a3 · Pion blanc sur case noire f2 · Dame blanche sur case noire g1 | Fou blanc sur case noire f8 · Fou noir sur case blanche g8 · Roi noir sur case noire h8 · Dame noire sur case noire a7 · Pion noir sur case noire a5 · Roi blanc sur case noire a3 · Pion blanc sur case noire f2 · Dame blanche sur case noire g1 | Fou blanc sur case noire f8 · Fou noir sur case blanche g8 · Roi noir sur case noire h8 · Dame noire sur case noire a7 · Pion noir sur case noire a5 · Roi blanc sur case noire a3 · Pion blanc sur case noire f2 · Dame blanche sur case noire g1 | Fou blanc sur case noire f8 · Fou noir sur case blanche g8 · Roi noir sur case noire h8 · Dame noire sur case noire a7 · Pion noir sur case noire a5 · Roi blanc sur case noire a3 · Pion blanc sur case noire f2 · Dame blanche sur case noire g1 | Fou blanc sur case noire f8 · Fou noir sur case blanche g8 · Roi noir sur case noire h8 · Dame noire sur case noire a7 · Pion noir sur case noire a5 · Roi blanc sur case noire a3 · Pion blanc sur case noire f2 · Dame blanche sur case noire g1 | Fou blanc sur case noire f8 · Fou noir sur case blanche g8 · Roi noir sur case noire h8 · Dame noire sur case noire a7 · Pion noir sur case noire a5 · Roi blanc sur case noire a3 · Pion blanc sur case noire f2 · Dame blanche sur case noire g1 | 7 |
| 6 | Fou blanc sur case noire f8 · Fou noir sur case blanche g8 · Roi noir sur case noire h8 · Dame noire sur case noire a7 · Pion noir sur case noire a5 · Roi blanc sur case noire a3 · Pion blanc sur case noire f2 · Dame blanche sur case noire g1 | Fou blanc sur case noire f8 · Fou noir sur case blanche g8 · Roi noir sur case noire h8 · Dame noire sur case noire a7 · Pion noir sur case noire a5 · Roi blanc sur case noire a3 · Pion blanc sur case noire f2 · Dame blanche sur case noire g1 | Fou blanc sur case noire f8 · Fou noir sur case blanche g8 · Roi noir sur case noire h8 · Dame noire sur case noire a7 · Pion noir sur case noire a5 · Roi blanc sur case noire a3 · Pion blanc sur case noire f2 · Dame blanche sur case noire g1 | Fou blanc sur case noire f8 · Fou noir sur case blanche g8 · Roi noir sur case noire h8 · Dame noire sur case noire a7 · Pion noir sur case noire a5 · Roi blanc sur case noire a3 · Pion blanc sur case noire f2 · Dame blanche sur case noire g1 | Fou blanc sur case noire f8 · Fou noir sur case blanche g8 · Roi noir sur case noire h8 · Dame noire sur case noire a7 · Pion noir sur case noire a5 · Roi blanc sur case noire a3 · Pion blanc sur case noire f2 · Dame blanche sur case noire g1 | Fou blanc sur case noire f8 · Fou noir sur case blanche g8 · Roi noir sur case noire h8 · Dame noire sur case noire a7 · Pion noir sur case noire a5 · Roi blanc sur case noire a3 · Pion blanc sur case noire f2 · Dame blanche sur case noire g1 | Fou blanc sur case noire f8 · Fou noir sur case blanche g8 · Roi noir sur case noire h8 · Dame noire sur case noire a7 · Pion noir sur case noire a5 · Roi blanc sur case noire a3 · Pion blanc sur case noire f2 · Dame blanche sur case noire g1 | Fou blanc sur case noire f8 · Fou noir sur case blanche g8 · Roi noir sur case noire h8 · Dame noire sur case noire a7 · Pion noir sur case noire a5 · Roi blanc sur case noire a3 · Pion blanc sur case noire f2 · Dame blanche sur case noire g1 | 6 |
| 5 | Fou blanc sur case noire f8 · Fou noir sur case blanche g8 · Roi noir sur case noire h8 · Dame noire sur case noire a7 · Pion noir sur case noire a5 · Roi blanc sur case noire a3 · Pion blanc sur case noire f2 · Dame blanche sur case noire g1 | Fou blanc sur case noire f8 · Fou noir sur case blanche g8 · Roi noir sur case noire h8 · Dame noire sur case noire a7 · Pion noir sur case noire a5 · Roi blanc sur case noire a3 · Pion blanc sur case noire f2 · Dame blanche sur case noire g1 | Fou blanc sur case noire f8 · Fou noir sur case blanche g8 · Roi noir sur case noire h8 · Dame noire sur case noire a7 · Pion noir sur case noire a5 · Roi blanc sur case noire a3 · Pion blanc sur case noire f2 · Dame blanche sur case noire g1 | Fou blanc sur case noire f8 · Fou noir sur case blanche g8 · Roi noir sur case noire h8 · Dame noire sur case noire a7 · Pion noir sur case noire a5 · Roi blanc sur case noire a3 · Pion blanc sur case noire f2 · Dame blanche sur case noire g1 | Fou blanc sur case noire f8 · Fou noir sur case blanche g8 · Roi noir sur case noire h8 · Dame noire sur case noire a7 · Pion noir sur case noire a5 · Roi blanc sur case noire a3 · Pion blanc sur case noire f2 · Dame blanche sur case noire g1 | Fou blanc sur case noire f8 · Fou noir sur case blanche g8 · Roi noir sur case noire h8 · Dame noire sur case noire a7 · Pion noir sur case noire a5 · Roi blanc sur case noire a3 · Pion blanc sur case noire f2 · Dame blanche sur case noire g1 | Fou blanc sur case noire f8 · Fou noir sur case blanche g8 · Roi noir sur case noire h8 · Dame noire sur case noire a7 · Pion noir sur case noire a5 · Roi blanc sur case noire a3 · Pion blanc sur case noire f2 · Dame blanche sur case noire g1 | Fou blanc sur case noire f8 · Fou noir sur case blanche g8 · Roi noir sur case noire h8 · Dame noire sur case noire a7 · Pion noir sur case noire a5 · Roi blanc sur case noire a3 · Pion blanc sur case noire f2 · Dame blanche sur case noire g1 | 5 |
| 4 | Fou blanc sur case noire f8 · Fou noir sur case blanche g8 · Roi noir sur case noire h8 · Dame noire sur case noire a7 · Pion noir sur case noire a5 · Roi blanc sur case noire a3 · Pion blanc sur case noire f2 · Dame blanche sur case noire g1 | Fou blanc sur case noire f8 · Fou noir sur case blanche g8 · Roi noir sur case noire h8 · Dame noire sur case noire a7 · Pion noir sur case noire a5 · Roi blanc sur case noire a3 · Pion blanc sur case noire f2 · Dame blanche sur case noire g1 | Fou blanc sur case noire f8 · Fou noir sur case blanche g8 · Roi noir sur case noire h8 · Dame noire sur case noire a7 · Pion noir sur case noire a5 · Roi blanc sur case noire a3 · Pion blanc sur case noire f2 · Dame blanche sur case noire g1 | Fou blanc sur case noire f8 · Fou noir sur case blanche g8 · Roi noir sur case noire h8 · Dame noire sur case noire a7 · Pion noir sur case noire a5 · Roi blanc sur case noire a3 · Pion blanc sur case noire f2 · Dame blanche sur case noire g1 | Fou blanc sur case noire f8 · Fou noir sur case blanche g8 · Roi noir sur case noire h8 · Dame noire sur case noire a7 · Pion noir sur case noire a5 · Roi blanc sur case noire a3 · Pion blanc sur case noire f2 · Dame blanche sur case noire g1 | Fou blanc sur case noire f8 · Fou noir sur case blanche g8 · Roi noir sur case noire h8 · Dame noire sur case noire a7 · Pion noir sur case noire a5 · Roi blanc sur case noire a3 · Pion blanc sur case noire f2 · Dame blanche sur case noire g1 | Fou blanc sur case noire f8 · Fou noir sur case blanche g8 · Roi noir sur case noire h8 · Dame noire sur case noire a7 · Pion noir sur case noire a5 · Roi blanc sur case noire a3 · Pion blanc sur case noire f2 · Dame blanche sur case noire g1 | Fou blanc sur case noire f8 · Fou noir sur case blanche g8 · Roi noir sur case noire h8 · Dame noire sur case noire a7 · Pion noir sur case noire a5 · Roi blanc sur case noire a3 · Pion blanc sur case noire f2 · Dame blanche sur case noire g1 | 4 |
| 3 | Fou blanc sur case noire f8 · Fou noir sur case blanche g8 · Roi noir sur case noire h8 · Dame noire sur case noire a7 · Pion noir sur case noire a5 · Roi blanc sur case noire a3 · Pion blanc sur case noire f2 · Dame blanche sur case noire g1 | Fou blanc sur case noire f8 · Fou noir sur case blanche g8 · Roi noir sur case noire h8 · Dame noire sur case noire a7 · Pion noir sur case noire a5 · Roi blanc sur case noire a3 · Pion blanc sur case noire f2 · Dame blanche sur case noire g1 | Fou blanc sur case noire f8 · Fou noir sur case blanche g8 · Roi noir sur case noire h8 · Dame noire sur case noire a7 · Pion noir sur case noire a5 · Roi blanc sur case noire a3 · Pion blanc sur case noire f2 · Dame blanche sur case noire g1 | Fou blanc sur case noire f8 · Fou noir sur case blanche g8 · Roi noir sur case noire h8 · Dame noire sur case noire a7 · Pion noir sur case noire a5 · Roi blanc sur case noire a3 · Pion blanc sur case noire f2 · Dame blanche sur case noire g1 | Fou blanc sur case noire f8 · Fou noir sur case blanche g8 · Roi noir sur case noire h8 · Dame noire sur case noire a7 · Pion noir sur case noire a5 · Roi blanc sur case noire a3 · Pion blanc sur case noire f2 · Dame blanche sur case noire g1 | Fou blanc sur case noire f8 · Fou noir sur case blanche g8 · Roi noir sur case noire h8 · Dame noire sur case noire a7 · Pion noir sur case noire a5 · Roi blanc sur case noire a3 · Pion blanc sur case noire f2 · Dame blanche sur case noire g1 | Fou blanc sur case noire f8 · Fou noir sur case blanche g8 · Roi noir sur case noire h8 · Dame noire sur case noire a7 · Pion noir sur case noire a5 · Roi blanc sur case noire a3 · Pion blanc sur case noire f2 · Dame blanche sur case noire g1 | Fou blanc sur case noire f8 · Fou noir sur case blanche g8 · Roi noir sur case noire h8 · Dame noire sur case noire a7 · Pion noir sur case noire a5 · Roi blanc sur case noire a3 · Pion blanc sur case noire f2 · Dame blanche sur case noire g1 | 3 |
| 2 | Fou blanc sur case noire f8 · Fou noir sur case blanche g8 · Roi noir sur case noire h8 · Dame noire sur case noire a7 · Pion noir sur case noire a5 · Roi blanc sur case noire a3 · Pion blanc sur case noire f2 · Dame blanche sur case noire g1 | Fou blanc sur case noire f8 · Fou noir sur case blanche g8 · Roi noir sur case noire h8 · Dame noire sur case noire a7 · Pion noir sur case noire a5 · Roi blanc sur case noire a3 · Pion blanc sur case noire f2 · Dame blanche sur case noire g1 | Fou blanc sur case noire f8 · Fou noir sur case blanche g8 · Roi noir sur case noire h8 · Dame noire sur case noire a7 · Pion noir sur case noire a5 · Roi blanc sur case noire a3 · Pion blanc sur case noire f2 · Dame blanche sur case noire g1 | Fou blanc sur case noire f8 · Fou noir sur case blanche g8 · Roi noir sur case noire h8 · Dame noire sur case noire a7 · Pion noir sur case noire a5 · Roi blanc sur case noire a3 · Pion blanc sur case noire f2 · Dame blanche sur case noire g1 | Fou blanc sur case noire f8 · Fou noir sur case blanche g8 · Roi noir sur case noire h8 · Dame noire sur case noire a7 · Pion noir sur case noire a5 · Roi blanc sur case noire a3 · Pion blanc sur case noire f2 · Dame blanche sur case noire g1 | Fou blanc sur case noire f8 · Fou noir sur case blanche g8 · Roi noir sur case noire h8 · Dame noire sur case noire a7 · Pion noir sur case noire a5 · Roi blanc sur case noire a3 · Pion blanc sur case noire f2 · Dame blanche sur case noire g1 | Fou blanc sur case noire f8 · Fou noir sur case blanche g8 · Roi noir sur case noire h8 · Dame noire sur case noire a7 · Pion noir sur case noire a5 · Roi blanc sur case noire a3 · Pion blanc sur case noire f2 · Dame blanche sur case noire g1 | Fou blanc sur case noire f8 · Fou noir sur case blanche g8 · Roi noir sur case noire h8 · Dame noire sur case noire a7 · Pion noir sur case noire a5 · Roi blanc sur case noire a3 · Pion blanc sur case noire f2 · Dame blanche sur case noire g1 | 2 |
| 1 | Fou blanc sur case noire f8 · Fou noir sur case blanche g8 · Roi noir sur case noire h8 · Dame noire sur case noire a7 · Pion noir sur case noire a5 · Roi blanc sur case noire a3 · Pion blanc sur case noire f2 · Dame blanche sur case noire g1 | Fou blanc sur case noire f8 · Fou noir sur case blanche g8 · Roi noir sur case noire h8 · Dame noire sur case noire a7 · Pion noir sur case noire a5 · Roi blanc sur case noire a3 · Pion blanc sur case noire f2 · Dame blanche sur case noire g1 | Fou blanc sur case noire f8 · Fou noir sur case blanche g8 · Roi noir sur case noire h8 · Dame noire sur case noire a7 · Pion noir sur case noire a5 · Roi blanc sur case noire a3 · Pion blanc sur case noire f2 · Dame blanche sur case noire g1 | Fou blanc sur case noire f8 · Fou noir sur case blanche g8 · Roi noir sur case noire h8 · Dame noire sur case noire a7 · Pion noir sur case noire a5 · Roi blanc sur case noire a3 · Pion blanc sur case noire f2 · Dame blanche sur case noire g1 | Fou blanc sur case noire f8 · Fou noir sur case blanche g8 · Roi noir sur case noire h8 · Dame noire sur case noire a7 · Pion noir sur case noire a5 · Roi blanc sur case noire a3 · Pion blanc sur case noire f2 · Dame blanche sur case noire g1 | Fou blanc sur case noire f8 · Fou noir sur case blanche g8 · Roi noir sur case noire h8 · Dame noire sur case noire a7 · Pion noir sur case noire a5 · Roi blanc sur case noire a3 · Pion blanc sur case noire f2 · Dame blanche sur case noire g1 | Fou blanc sur case noire f8 · Fou noir sur case blanche g8 · Roi noir sur case noire h8 · Dame noire sur case noire a7 · Pion noir sur case noire a5 · Roi blanc sur case noire a3 · Pion blanc sur case noire f2 · Dame blanche sur case noire g1 | Fou blanc sur case noire f8 · Fou noir sur case blanche g8 · Roi noir sur case noire h8 · Dame noire sur case noire a7 · Pion noir sur case noire a5 · Roi blanc sur case noire a3 · Pion blanc sur case noire f2 · Dame blanche sur case noire g1 | 1 |
| | a | b | c | d | e | f | g | h |   |